# RD–107

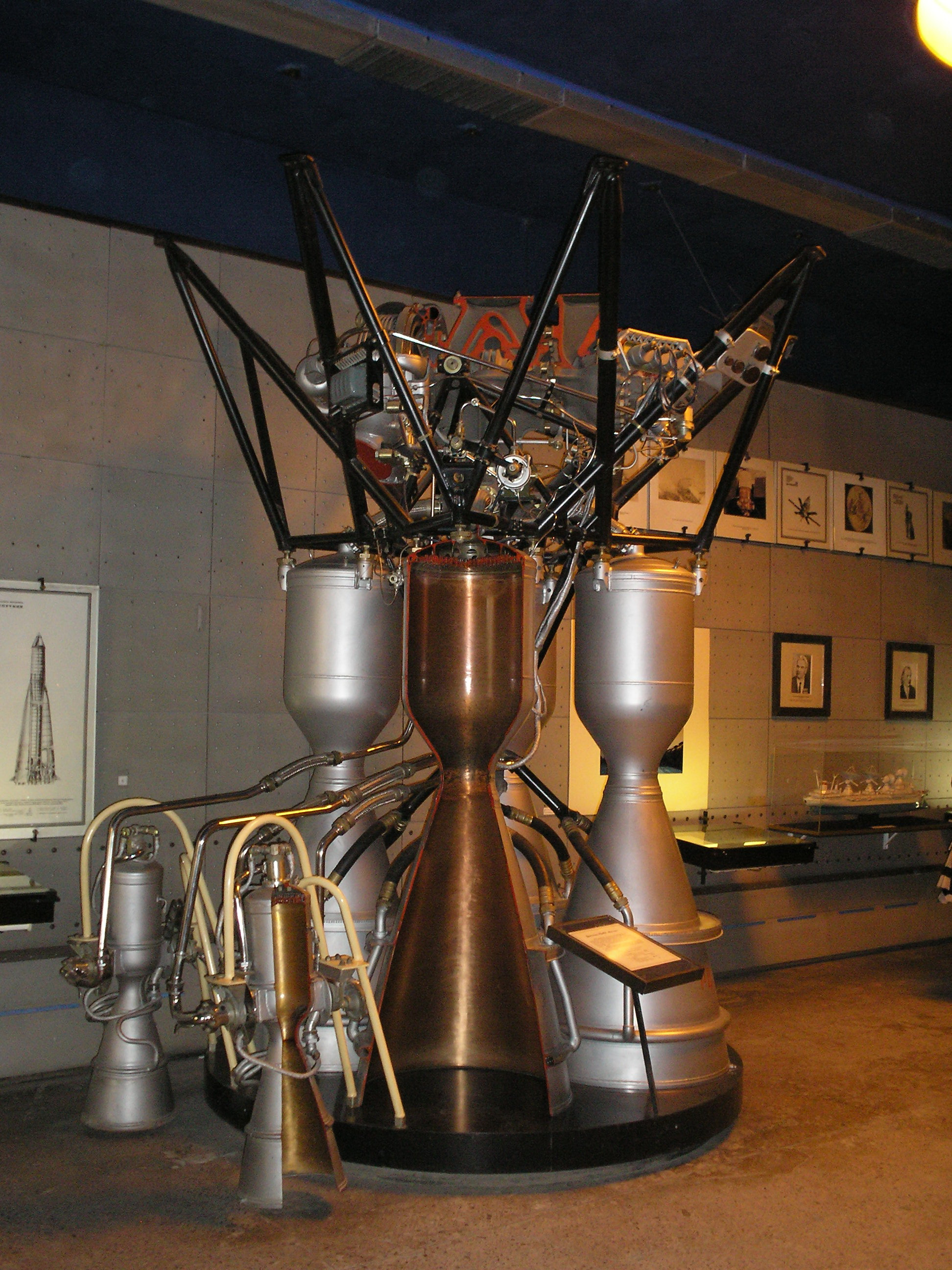
Az RD–107 rakétahajtómű múzeumban kiállítva

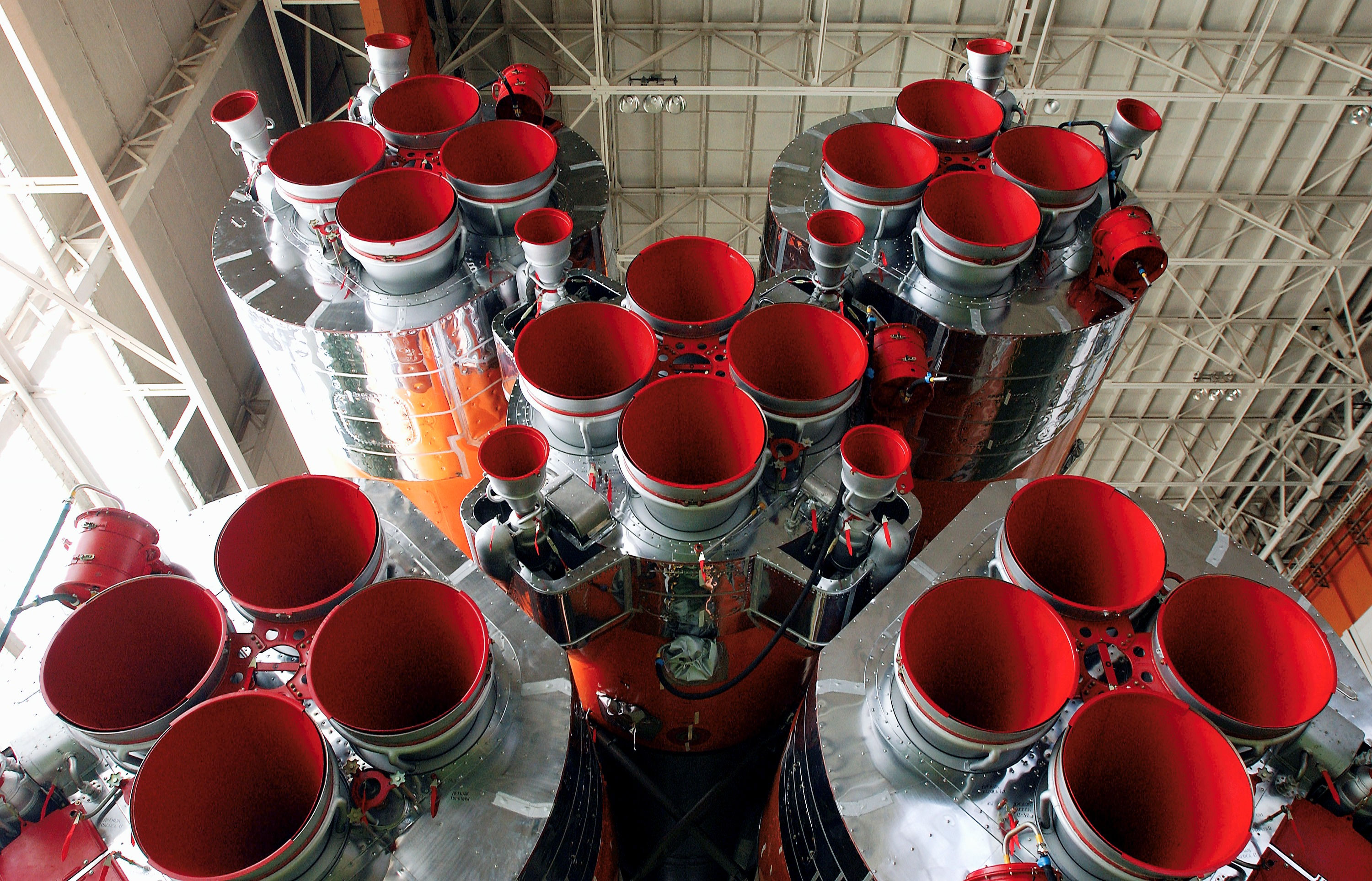
A Szojuz hordozórakéta hajtóművei. Az első fokozat négy RD–107-es hajtóművel szerelt blokkjai körbeveszik a második fokozatot, mely egy darab RD–108-as hajtóművel van ellátva

Az RD–107 (GRAU-kódja: 8D74) szovjet, majd orosz, folyékony hajtóanyagú rakétahajtómű. Kezdetben az R–7 interkontinentális ballisztikus rakétán, majd az azon alapuló hordozórakétákon alkalmazták és alkalmazzák napjainkban is. Megbízható, jól bevált hajtómű. Több mint 5 ezer darabot használtak fel hordozórakétákhoz, ezzel máig a legnagyobb példányszámban előállított rakétahajtómű.

## Története
A Valentyin Glusko vezette OKB–456 (ma: NPO Enyergomas) tervezőirodában fejlesztették ki 1954–1957 között. Glusko több modellt fejlesztett ki az 1950-es évek elején. Az ED–140 német terveken alapult, majd ebből fejlesztették ki az RD–105 és RD–106 hajtóműveket, de ezekben nem sikerült tökéletesen biztosítani a stabil égést. Glusko szakítva a második világháború utáni, német terveken alapuló hajtóművekkel, új égésteret alakított ki. A hajtómű fejlesztésének másik kulcseleme a megfelelő turbószivattyú volt, amely képes a szükséges mennyiségű hajtóanyagot szállítani a hajtómű égéstereibe a stabil égés fenntartásához.
1955 elején végezték vele az első fékpadi tesztet, akkor még kormányhajtóművek nélkül. 1957. május 15-én hajtották végre az R–7-es interkontinentális ballisztikus rakéta első indítását, melynek első fokozatába RD–107 hajtóművek voltak beépítve. Sorozatgyártása Szamarában, a 42. sz. gépgyárban (ma: Motorosztroityel) kezdődött el, és napjainkban is ott zajlik.
A hajtóművet először az R–7 interkontinentális ballisztikus rakéta első fokozatába építették be, ahol négy RD–107-es hajtómű helyezkedik el. Az RD–107 hajtóművet alkalmazták az R–7-en alapuló űrhajózási hordozórakéták első fokozataiban, így a Szputnyik, Vosztok, Voszhod és Molonyija, valamint a Szojuz hordozórakétáknál is.
Az RD–107-esen alapul az RD–108 rakétahajtómű, melyet a hordozórakéták második fokozatában alkalmaznak. Az RD–108-as hajtómű az RD–107-től eltérően négy kormányhajtóművel van felszerelve.

## Műszaki jellemzői
Négykamrás hajtómű, amit egy közös turbószivattyú-egység lát el hajtóanyaggal. Tüzelőanyaga kerozin, oxidálóanyaga folyékony oxigén. A szivattyú-egység két főszivattyúból és két segédszivattyúból áll. A főszivattyúk másodpercenként 91 kg kerozint 226 kg folyékony oxigént továbbítanak a négy égéstérbe. A segédszivattyúk a szivattyú-egység hajtására szolgáló gázgenerátort látják el üzemanyaggal. A hidrogén-peroxiddal működő gázgenerátor által termelt égéstermék 4000 1/perc fordulatszámmal hajtja a turbószivattyút. A négy hajtóműkamra mellett két kormányhajtómű helyezkedik el.

## Típusváltozatok
- RD–107MM  – A Molnyija hordozórakéta első fokozatában alkalmazott változat. GRAU-kódja 8D728.
- RD–117 – A Szojuz–U hordozórakétákon használt változat. GRAU-kódja 11D511.
- RD–107A – A Szojuz–FG hordozórakétán alkalmazott változat. GRAU-kódja 14D22. Az égéstér nyomását 6 MPa-ra növelték. Fajlagos impulzusa a Földön 2525 m/s, vákuumban 3142 m/s.

## Külső hivatkozások
- Az RD–107 és RD–108 rakétahajtóművet kifejlesztő NPO Enyergomas honlapján (oroszul) Archiválva 2011. április 24-i dátummal a Wayback Machine-ben
- Az RD–107 és RD–108 a sorozatgyártást végző Motorosztroityel honlapján (oroszul)[halott link]
- Az RD–107 az Encyclopedia Astronautica oldalán (angolul)
- http://www.lpre.de/energomash/RD-107/index.htm